# Acalypha integrifolia
Acalypha integrifolia är en törelväxtart som beskrevs av Carl Ludwig von Willdenow. Acalypha integrifolia ingår i släktet akalyfor, och familjen törelväxter.

## Underarter
Arten delas in i följande underarter:
- A. i. integrifolia
- A. i. marginata
- A. i. panduriformis
- A. i. crateriana
- A. i. gracilipes
- A. i. longifolia
- A. i. parvifolia
- A. i. saltuum